# Gornja Koviljača
Gornja Koviljača (srbsky Горња Ковиљача) je vesnice v západní části Srbska, administrativně spadající pod opštinu (obec) Loznica. Rozkládá se v údolí řeky Driny, na jejím pravém břehu. V roce 2022 zde žilo 463 obyvatel.
Z národnostního hlediska je obyvatelstvo většinově srbské národnosti (cca 95 %). Na mapách třetího vojenského mapování se ještě neobjevuje, v té době zde ale již stálo podél hlavní silnice několik samotných domů.
Vesnicí prochází silnice č. 26 a také železniční trať do Zvorniku, stojí zde železniční stanice. Vesnice má vlastní fotbalové hřiště a tenisové kurty a stojí zde pravoslavný kostel.